# هلن نیرینگ
هلن نیرینگ (انگلیسی: Helen Nearing؛ ۲۳ فوریهٔ ۱۹۰۴ – ۱۷ سپتامبر ۱۹۹۵) یک نویسنده اهل ایالات متحده آمریکا بود. وی طرفدار ساده‌زیستی بود.
هلن نیرینگ، در سال ۱۹۲۰ با جیدو کریشنامورتی آشنا شد و در «کتاب عشق و ترک زندگی خوب» وی را نقد کرده‌است.